# Députation provinciale de Palencia
La députation provinciale de Palencia, ou plus simplement la députation de Palencia, est l'organe institutionnel propre à la province de Palencia qui assure les différentes fonctions administratives et exécutives de la province.
Il comprend toutes les communes de la province et l'une de ses fonctions les plus importantes est d'aider au financement des communes pour la construction d'ouvrages publics et de coordonner l'action municipale.
Son siège est situé à Palencia. Sa présidente est la 
conseillère municipale conservatrice de Palencia Ángeles Armisén Pedrejón.

## Histoire
La députation est créée le 4 septembre 1813 comme conséquence de la division de l'Espagne en provinces ; elle est alors composée de sept députés et de trois députés. L'occupation de la capitale de la province par les troupes françaises avait rendu impossible la création de la députation dès 1812. Elle s'occupait alors des chantiers publics, de l'éducation, de la bienfaisance et servait d'intermédiaire entre les communes et l'État.

## Présidents
| Période | Période     | Parti | Parti | Président                  |
| ------- | ----------- | ----- | ----- | -------------------------- |
| 1979    | 1983        |       | UCD   | Emilio Polo                |
| 1983    | 1999        |       | AP/PP | Jesús Mañueco Alonso       |
| 1999    | 2011        |       | PP    | Enrique Luis Martín        |
| 2011    | 2015        |       | PP    | José María Hernández Pérez |
| 2015    | 2015        |       | PP    | Ana María Asenjo           |
| 2015    | En fonction |       | PP    | Ángeles Armisén Pedrejón   |

## Assignation des sièges par district judiciaire
Conformément à la Loi organique du régime électoral (LOREG), les députés provinciaux sont répartis dans chaque district judiciaire de la manière suivante :
| District judiciaire   | Sièges |
| --------------------- | ------ |
| Astudillo             | 1      |
| Baltanás              | 1      |
| Carrión de los Condes | 1      |
| Cervera de Pisuerga   | 4      |
| Frechilla             | 1      |
| Palencia              | 15     |
| Saldaña               | 2      |

## Composition 2015-2019
La députation provinciale de Palencia est composée de 25 membres pour la législature 2015-2019. Les députés provinciaux sont désignés par chaque formation politique dans chaque district judiciaire après la célébration des élections locales du 24 mai 2015 comme le prévoit la Loi organique du régime électoral général (LOREG).
| Parti | Parti                             | Voix   | %     | Conseillers municipaux | Députés |
| ----- | --------------------------------- | ------ | ----- | ---------------------- | ------- |
|       | Parti populaire                   | 41 045 | 43,17 | 641                    | 16 / 25 |
|       | Parti socialiste ouvrier espagnol | 29 225 | 30,73 | 267                    | 6 / 25  |
|       | Ganemos Palencia                  | 7 053  | 7,42  | 4                      | 2 / 25  |
|       | Ciudadanos                        | 8 342  | 8,77  | 47                     | 1 / 25  |

### Liste des députés
| Parti          | Parti            | Fonction                           | Nom                      | District judiciaire                   | Mandat                       |
| -------------- | ---------------- | ---------------------------------- | ------------------------ | ------------------------------------- | ---------------------------- |
|                | PP               | Présidente                         | Ángeles Armisén Pedrejón | Palencia                              | Conseillère de Palencia      |
| Vice-président | PP               | Luis Antonio Calderón Nájera       | Frechilla                | Maire de Paredes de Nava              |                              |
| Député         | PP               | José Antonio Arija Pérez           | Astudillo                | Maire de Melgar de Yuso               |                              |
| Députée        | PP               | María José de la Fuente Fombellida | Baltanás                 | Maire de Baltanás                     |                              |
| Député         | PP               | Javier Villafruela Fierro          | Carrión de los Condes    | Conseiller de Carrión de los Condes   |                              |
| Député         | PP               | Urbano Alonso Cagigal              | Cervera de Pisuerga      | Conseiller de Cervera de Pisuerga     |                              |
| Députée        | PP               | María José Ortega Gómez            | Cervera de Pisuerga      | Maire de Aguilar de Campoo            |                              |
| Député         | PP               | Gonzalo Pérez Ibáñez               | Cervera de Pisuerga      | Maire de Velilla del Río Carrión      |                              |
| Députée        | PP               | Carmen Fernández Caballero         | Palencia                 | Conseillère de Palencia               |                              |
| Député         | PP               | Mario Granda Simón                 | Palencia                 | Maire de Becerril de Campos           |                              |
| Député         | PP               | Carlos Morchón Collado             | Palencia                 | Conseiller de Villamuriel de Cerrato  |                              |
| Député         | PP               | Gonzalo Mota Alario                | Palencia                 | Maire de Villalobón                   |                              |
| Député         | PP               | Alfonso Polanco                    | Palencia                 | Maire de Palencia                     |                              |
| Députée        | PP               | Carolina Valbuena Bermúdez         | Palencia                 | Conseillère de Villaumbrales          |                              |
| Député         | PP               | Adolfo Palacios Rodríguez          | Saldaña                  | Conseiller de Villota del Páramo      |                              |
| Député         | PP               | Javier San Millán                  | Saldaña                  | Maire de Herrera de Pisuerga          |                              |
|                | PSOE             | Député                             | Jesús González Ruiz      | Cervera de Pisuerga                   | Maire de San Cebrián de Mudá |
| Député         | PSOE             | Miguel Ángel Blanco Pastor         | Palencia                 | Maire de Dueñas                       |                              |
| Députée        | PSOE             | Rosa María Juanes Gutiérrez        | Palencia                 | Maire de Venta de Baños               |                              |
| Député         | PSOE             | Mariano Martínez Hoyos             | Palencia                 | Maire de Monzón de Campos             |                              |
| Député         | PSOE             | Jesús Merino Prieto                | Palencia                 | Conseillère de Palencia               |                              |
| Députée        | PSOE             | Carolina Villa Gómez               | Palencia                 | Conseillère de Villamuriel de Cerrato |                              |
|                | Ganemos Palencia | Député                             | Félix Iglesias Martín    | Palencia                              | Conseiller de Venta de Baños |
| Député         | Ganemos Palencia | Eduardo Hermida Mestanza           | Palencia                 | Conseiller de Villamuriel de Cerrato  |                              |
|                | Ciudadanos       | Député                             | Juan Cruz Vidal Carazo   | Palencia                              | Conseiller de Villalobón     |